# Giulia Be
Giulia Bourguignon Marinho (Rio de Janeiro, 13 de agosto de 1999), mais conhecida artisticamente como Giulia (estilizado em maiúsculas), é uma cantora, compositora e atriz brasileira.

## Biografia
Nascida e criada na cidade do Rio de Janeiro, Giulia começou a tocar piano aos seis anos de idade e compor aos oito e, atualmente, compõe músicas em português, inglês e espanhol. Filha de Adriana Marinho - que também é sua empresária -  e com o empresário Paulo Marinho, irmã do apresentador e comediante André Marinho, do compositor e produtor Dany Marinho e da advogada Maria Proença Marinho, filha de Maitê Proença.
Durante o Rock in Rio de 2017, foi com uma amiga no camarim da banda Maroon 5 para tirar uma foto e acabou cantando "She Will Be Loved" com os integrantes do grupo. Após receber elogios do guitarrista Mickey Madden da banda pela sua voz, isso incentivou a artista e ela decidiu largar a faculdade de direito que cursava para seguir carreira musical.
Em 2017 começou a publicar covers em seu canal no YouTube, ganhando destaque na internet pelo cover da canção "Deixe-Me Ir" do grupo 1Kilo. E, em 2021, foi a brasileira mais jovem indicada na prestigiosa categoria "Mejor Nuevo Artista" no Grammy Latino.

## Carreira

### 2018-2020:Solta
Em 2018, assinou com a Warner Music e assinou seu primeiro trabalho oficial, uma colaboração no single "With You" de Zerb. Em fevereiro de 2019, Giulia lançou seu single de estreia "Too Bad". Em pouco tempo de lançamento, a canção entrou para trilha sonora da novela das nove O Sétimo Guardião, da TV Globo, e também entrou para o top 50 virais do Spotify global. Em abril do mesmo ano, Giulia lançou "Chega", seu segundo single e o primeiro interpretado em português.
Em agosto de 2019, lançou seu terceiro single "Menina Solta", que apresenta uma sonoridade mais calma que seu últimos singles. Em dezembro 2019 a música "Menina Solta" foi Top 10 do Spotify Brasil. A cantora lançou uma versão em espanhol da canção, "Chiquita Suelta", devido ao sucesso da canção em alguns países latinos. Em junho de 2020 o Disco de Giulia Be com a música "Menina Solta" conquistou o certificado de platina no Brasil. Foi incluída na trilha sonora da novela Amor sem Igual, da RecordTV, como um dos temas da protagonista. Apesar do pouco tempo de carreira, Giulia se apresentou no Rock in Rio de 2019 ao lado de Projota e Vitão.
Em março de 2020, Giulia lançou "Não Era Amor", seu quarto single, e em 15 de maio seu primeiro EP, Solta. As canções "Se Essa Vida Fosse Um Filme" e "Recaída", também singles do EP, tiveram ótima repercussão. Giulia lançou "Inesquecível", sua primeira parceria, com Luan Santana no dia 9 de outubro de 2020, também lançando a versão em espanhol da canção, "Inolvidable", no mesmo dia. Em 18 de dezembro, Giulia lançou "Eu Me Amo Mais" como o quinto single do EP Solta, junto da versão deluxe do extended play.

### 2021-presente:Depois do UniversoeDisco Voador
Em setembro de 2021, a artista foi indicada ao Grammy Latino na categoria melhor artista revelação. Em novembro de 2021, Giulia Be gravou seu primeiro longa: Depois do Universo. Na trama, a protagonista Nina, interpretada por Giulia, vive com as dificuldades de ter lúpus,  doença autoimune que pode atacar qualquer parte do corpo, que no caso dela ataca o rim. Quem a atente no hospital é Gabriel (Henry Zaga), que a ajuda a lidar com inseguranças e lutas. Para o filme, Giulia escreveu uma canção, intitulada com o título do longa, já que a personagem supera as dificuldades para tocar com uma grande orquestra de São Paulo. A faixa foi lançada, em 28 de outubro, com uma versão em inglês e português.
Em 22 de novembro de 2022, Giulia lançou seu álbum de estreia, intitulado Disco Voador, contendo 13 faixas. A versão deluxe foi disponibilizada em 13 de julho de 2023, adicionando, ao disco, 9 canções, incluindo as já lançadas "Inolvidable", "Inesquecível", "Depois do Universo" e "Beyond the Universe".
Em setembro, anunciou seu novo nome artístico, que é, apenas, Giulia, sem o Be. Ela foi host da première oficial do Grammy Latino 2023, em novembro, junta ao ator espanhol Miguel Ángel Muñoz.
Em 21 de novembro de 2023, Giulia foi anunciada como parte do elenco da mais nova série internacional dos estúdios da Amazon MGM, baseada na coleção de livros infantis chamada de Charlie Bone.

## Discografia
- Disco Voador (2022)

## Filmografia

### Filmes
| Ano  | Título             | Personagem  | Notas            |
| ---- | ------------------ | ----------- | ---------------- |
| 2022 | Depois do Universo | Nina Soares | Original Netflix |